# Elbow Pass
Elbow Pass är ett bergspass i Kanada.   Det ligger i provinsen Alberta, i den södra delen av landet, 2 900 km väster om huvudstaden Ottawa. Elbow Pass ligger 2 001 meter över havet.
Terrängen runt Elbow Pass är varierad. Trakten runt Elbow Pass är nära nog obefolkad, med mindre än två invånare per kvadratkilometer.. Det finns inga samhällen i närheten. 
Trakten runt Elbow Pass består i huvudsak av gräsmarker.